# اولنووا (ووژ)
اولنووا (به فرانسوی: Aulnois) یک کمون در فرانسه است که در canton of Bulgnéville واقع شده‌است. اولنووا ۴٫۴۴ کیلومتر مربع مساحت دارد ۳۳۷ متر بالاتر از سطح دریا واقع شده‌است.